# L-07C
ドコモ スマートフォン Optimus bright L-07C（ドコモ スマートフォン オプティマス ブライト エル ぜろ なな シー）、後のdocomo with series Optimus bright L-07C（ドコモ ウィズシリーズ オプティマス ブライト エル ぜろ なな シー）は、韓国のLGエレクトロニクスによって開発された、NTTドコモの第3世代移動通信システム（FOMA）端末である。OSはAndroid 2.3。ドコモ スマートフォンのひとつとして発売され、2011年冬モデル発表以降はdocomo with seriesに分類されている。

## 概要
「bright」の名の通り、700（cd/m2）の高輝度IPS液晶「NOVA」ディスプレイを採用したAndroid OSを搭載したスマートフォンである。ベースは同社の主力世界モデル「Optimus Black」となるが、Optimus BlackのOSがAndroid 2.2であるのに対し、本端末は2.3とバージョンアップされた状態で発売される。形状は全面タッチパネルのストレートタイプで、表面にはハードボタンはないシックなデザインとなっている。
また本機には試供品として、別色の背面カバーが同梱されており、BlackにはBlueとMagenta、WhiteにはLight BlueとLight Pinkとなっている。これにより、保護カバーなどを購入しなくても、気分に合わせてコーディネートできるようになっている。
通信速度は下り7.2Mbps、上り5.7Mbpsとなっているほか、Wi-FiでIEEE802.11b/g/nに対応し、最大で150Mbpsの高速通信を利用することが可能となっている。更に、2011年のNTTドコモ夏モデルのドコモ スマートフォンの特徴である、テザリングには対応しており、本端末自体がモバイルWi-Fiルーターとして機能し、パソコンやニンテンドーDS、PSPなど最大8台まで本端末に接続することが可能となっている。
ワンセグ、おサイフケータイ、赤外線通信といった機能は搭載されていないが、電話帳バックアップ、海外対応のGPS、iチャネル、ドコモマーケット、メロディコール、WORLD WING（3G＋GSM）、トルカといった、フィーチャーフォンの機能は利用できる。
端末の左側面には「G」のマークが記されたジェスチャーボタンが用意されており、このボタンを押しながら端末を振るなどの動作を行うと、指定された機能が動作する仕組みとなっている。これにより片手操作で概ね操作を行うことができるようになる。

## メール・ブラウザ
ブラウザではFlash Player 10.2、JavaScript、HTML5がアドオンされており、フルブラウザのサイトの閲覧が可能となっている。
メールにおいてはGmailやPOP、IMAPのメールがサポートされているほか、iモードメールと同じ@docomo.ne.jpのプッシュ型のキャリアメールが利用できるように、spモードアプリがプリインストールされている。spモードメールではデコメールの送受信も可能となっている。Gmailにおいては複数アカウントでプッシュメールが利用できる。また音声入力メールが対応している。
その他にPAG Mailという、様々なデコメ素材やデコメ絵文字を使い、spモードメール以外でも、デコメールの作成、送受信でできるアプリケーションがプリインストールされている。

## PCとの同期
L-07CとPCをBluetoothやUSBケーブルで接続し、PCの画面でL-07Cを操作できるためのアプリケーションであるLG On-Screen Phoneが利用可能となっており、パソコン上でL-07Cのメールの作成ができたり、ファイルをドラッグアンドドロップで移動させたりできる。またL-07C上のメモなども直接PCで編集することも可能となっている。

## アプリケーション
Android OS用のアプリケーションマーケットである、Androidマーケットが利用可能であり、20万を超えるアプリケーションの中から、自由にアプリケーションをインストールできる。
その他に、NTTドコモが提供するドコモマーケットからもアプリケーションをダウンロードができる。なおこれらのなかで日本円に対応したアプリケーションでは、携帯電話料金課金に対応している。
その他にOptimus向けのアプリケーションや電子書籍のマーケットである、LG Worldがプリインストールされている。

### プリインストールアプリケーション
- iチャネル
- Gmail
- PAG Mail - デコメール送信ソフト
- Google Maps / Latitude / ナビ
- YouTube
- Google Talk
- メール
- Google検索 / ボイスサーチ
- トルカ
- ギャラリー
- ホームセレクタ
- メッセージ
- ミュージック、
- ファイナンス
- LG World
- Image Edyter
- Twitter / Facebook for LG / mixi / MySpace for LG
- ボイスレコーダー / 電卓 / 電子辞書
- ギャラリー / Evernote / Picasa
- E★エブリスタアプリ
- GREE
- Home selector
- Deco Market
- Doc Master - MS Officeファイルの閲覧、編集
- ニュースと天気
- バックアップと復元、/ ビデオプレイヤー / ボイスレコーダー
- 辞書アプリ
- BookLive! for LG
- マガストア
- 音楽、検索、取扱説明書、設定、電子辞典、電卓、電話、電話帳コピーツール、連絡先

その他に30を越すウィジェットがプリインストールされている。

## 主な対応サービス
| 主な対応サービス                   | 主な対応サービス                                         | 主な対応サービス                       | 主な対応サービス                                 |
| ---------------------------------- | -------------------------------------------------------- | -------------------------------------- | ------------------------------------------------ |
| タッチパネル                       | FOMAハイスピード7.2Mbps(受信)／5.8Mbps(送信)             | Bluetooth                              | DCMX／おサイフケータイ                           |
| iアプリオンライン／地図アプリ      | 直感ゲーム／メガiアプリ                                  | iウィジェット                          | マチキャラ／iコンシェル                          |
| ホームU／ポケットU                 | GPS／オートGPS／ケータイお探し                           | デコメール／デコメ絵文字／デコメアニメ | iチャネル                                        |
| 着もじ                             | テレビ電話／キャラ電                                     | ケータイデータお預かりサービス         | フルブラウザ／Flash Player                       |
| おまかせロック／バイオ認証         | 外部メモリーにアプリ移行／ユーザーデータ一括バックアップ | トルカ                                 | iC通信／iCお引越しサービス                       |
| きせかえツール／ダイレクトメニュー | バーコードリーダ／名刺リーダ                             | 2in1                                   | エリアメール／ソフトウェアーアップデート自動更新 |
| GSM／3Gローミング（WORLD WING）    | 着うたフル／うた・ホーダイ                               | Music&Videoチャネル／ビデオクリップ    | デジタルオーディオプレーヤー（AAC／WMA）         |

## 歴史
- 2011年1月14日 - FCC通過
- 2011年2月16日 - TELEC通過
- 2011年3月15日 - JATE通過
- 2011年5月16日 - NTTドコモより発表
- 2011年6月9日 - 予約開始
- 2011年6月18日 - 発売開始
- 2011年7月1日 - ソフトウェアアップデート開始。以下の不具合の修正と変更がソフトウェアの更新でなされた
  - BeeTVのコンテンツが視聴できない時がある
- 2011年11月1日 - ソフトウェアアップデート開始。以下の不具合の修正と変更がソフトウェアの更新でなされた
  - 特定ウィジェットを使用すると、エラーメッセージが繰り返し表示される場合がある
  - ブラウザで新しいページを表示する際に、まれに既に開かれているウィンドウが正常に動作しない場合がある
- 2012年2月16日 - ソフトウェアアップデート開始。以下の機能追加および不具合の修正と変更がソフトウェアの更新でなされた
  - エリアメール
  - 「iチャネル」で動画再生中に、ホーム画面に戻った後、再度「iチャネル」を起動しようとするとエラーが発生する場合がある